# Zvončín
Zvončín (ungarisch Harangfalva – bis 1888 Zvoncsin) ist eine Gemeinde im Westen der Slowakei mit 1039 Einwohnern (Stand 31. Dezember 2024). Sie gehört zum Okres Trnava, einem Teil des Trnavský kraj.

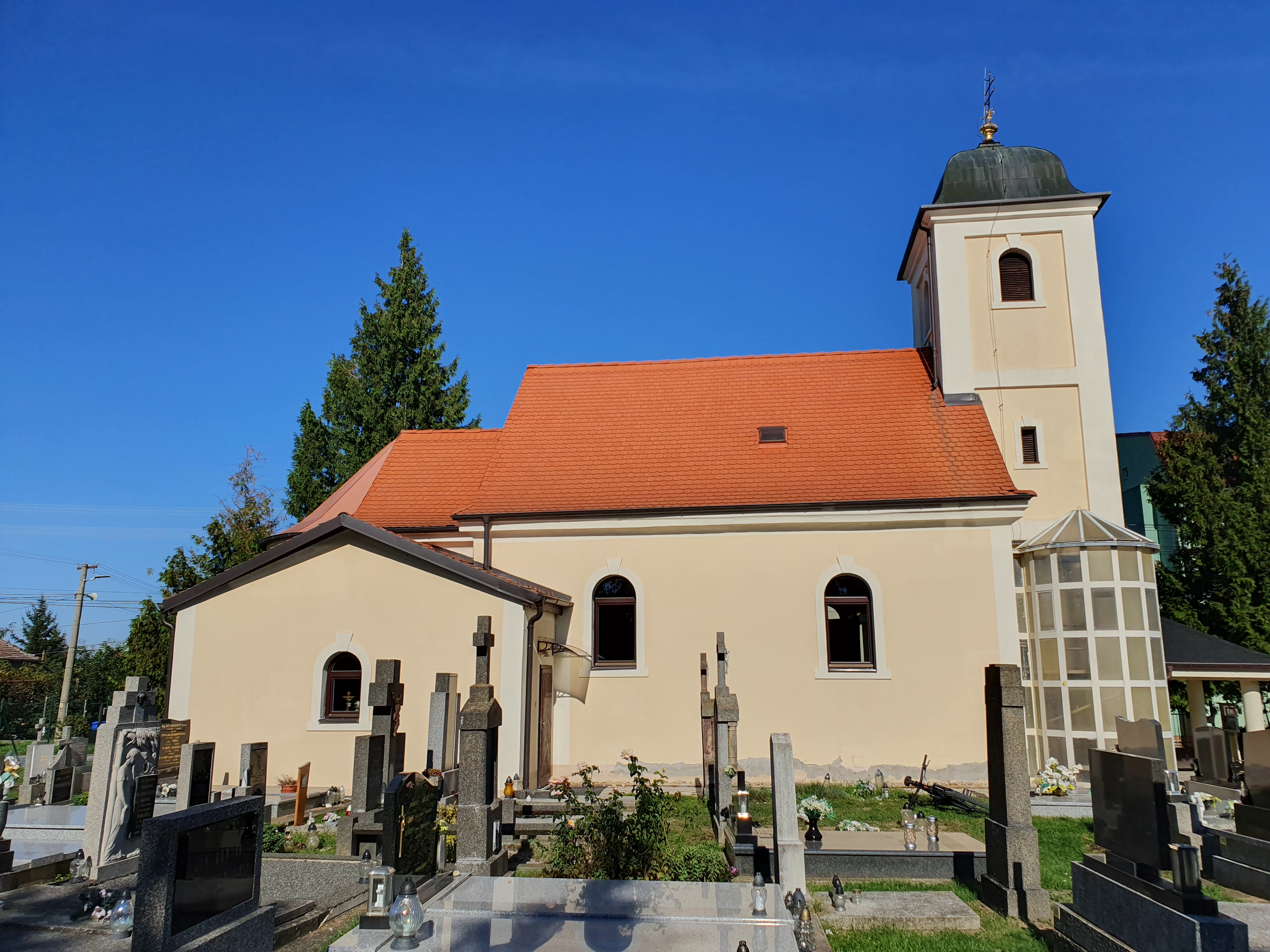
Annakirche

## Geographie
Die Gemeinde befindet sich im Hügelland Trnavská pahorkatina im weiten und sanften Tal des Baches Parná. Das Ortszentrum liegt auf einer Höhe von 156 m n.m. und ist acht Kilometer von Trnava entfernt.
Nachbargemeinden sind Suchá nad Parnou im Norden, Šelpice im Osten, Trnava im Südosten und Süden sowie Ružindol im Westen.

## Geschichte
Der Ort wurde zum ersten Mal 1539 als Sowouchyn schriftlich erwähnt und war Teil des Herrschaftsguts der Bibersburg. 1543 waren sechs von insgesamt 28 Häusern besiedelt. 1547 ließ sich eine Welle der flüchtenden kroatischsprachigen Bevölkerung im Ort nieder, sodass 1554 alle 28 Häuser bewohnt waren und deren Zahl sich auf 39 im Jahr 1583 erhöht hatte.
Im 17. und 18. Jahrhundert war Zvončín Besitz der adeligen Familie Pálffy, die das Dorf allerdings oft an die Familien Pax und Zichy sowie an das Jesuitenkollegium von Tyrnau verpfänden ließ. 1715 hatte die Ortschaft Weingärten und 17 Steuerpflichtige. 1828 zählte man 56 Häuser und 411 Einwohner, deren Haupteinnahmequellen Landwirtschaft, Weinbau und Töpferei waren.
Bis 1918 gehörte der im Komitat Pressburg liegende Ort zum Königreich Ungarn und kam danach zur Tschechoslowakei beziehungsweise heute Slowakei. Von 1974 bis 1995 war er Teil der Gemeinde Suchá nad Parnou.
Der Ortsname bedeutet so viel wie „Glockendorf“.

## Bevölkerung
| Jahr                | 1994 | 2004 | 2014     | 2024     |
| ------------------- | ---- | ---- | -------- | -------- |
| Anzahl der Personen | 0    | 658  | 796      | 1039     |
| Unterschied         |      | –    | +20,97 % | +30,52 % |

| Jahr                | 2023 | 2024    |
| ------------------- | ---- | ------- |
| Anzahl der Personen | 1028 | 1039    |
| Unterschied         |      | +1,07 % |

Nach der Volkszählung 2011 wohnten in Zvončín 784 Einwohner, davon 728 Slowaken, drei Russinen sowie ein Magyare. Ein Einwohner gab eine andere Ethnie an und 51 Einwohner machten diesbezüglich keine Angabe. 631 Einwohner bekannten sich zur römisch-katholischen Kirche, vier Einwohner zur griechisch-katholischen Kirche, zwei Einwohner zur evangelischen Kirche sowie jeweils ein Einwohner zur Bahai-Religion, zur Brüderkirche, zur evangelisch-methodistischen Kirche und zur reformierten Kirche; zwei Einwohner bekannten sich zu einer anderen Konfession. 62 Einwohner waren konfessionslos und bei 79 Einwohnern wurde die Konfession nicht ermittelt.

## Bauwerke
- römisch-katholische Kirche im klassizistischen Stil aus dem Jahr 1790